# Ensisheim (Meteorit)
Koordinaten: 47° 51′ 10″ N, 7° 22′ 24″ O
Der Meteorit von Ensisheim (auch Donnerstein von Ensisheim) ging im Jahr 1492 bei Ensisheim im Elsass nieder. Das Ereignis fand zu seiner Zeit überregionale Beachtung. Es ist der älteste bezeugte Meteoritenfall Europas, von dem heute noch Material vorhanden ist.

## Ereignis

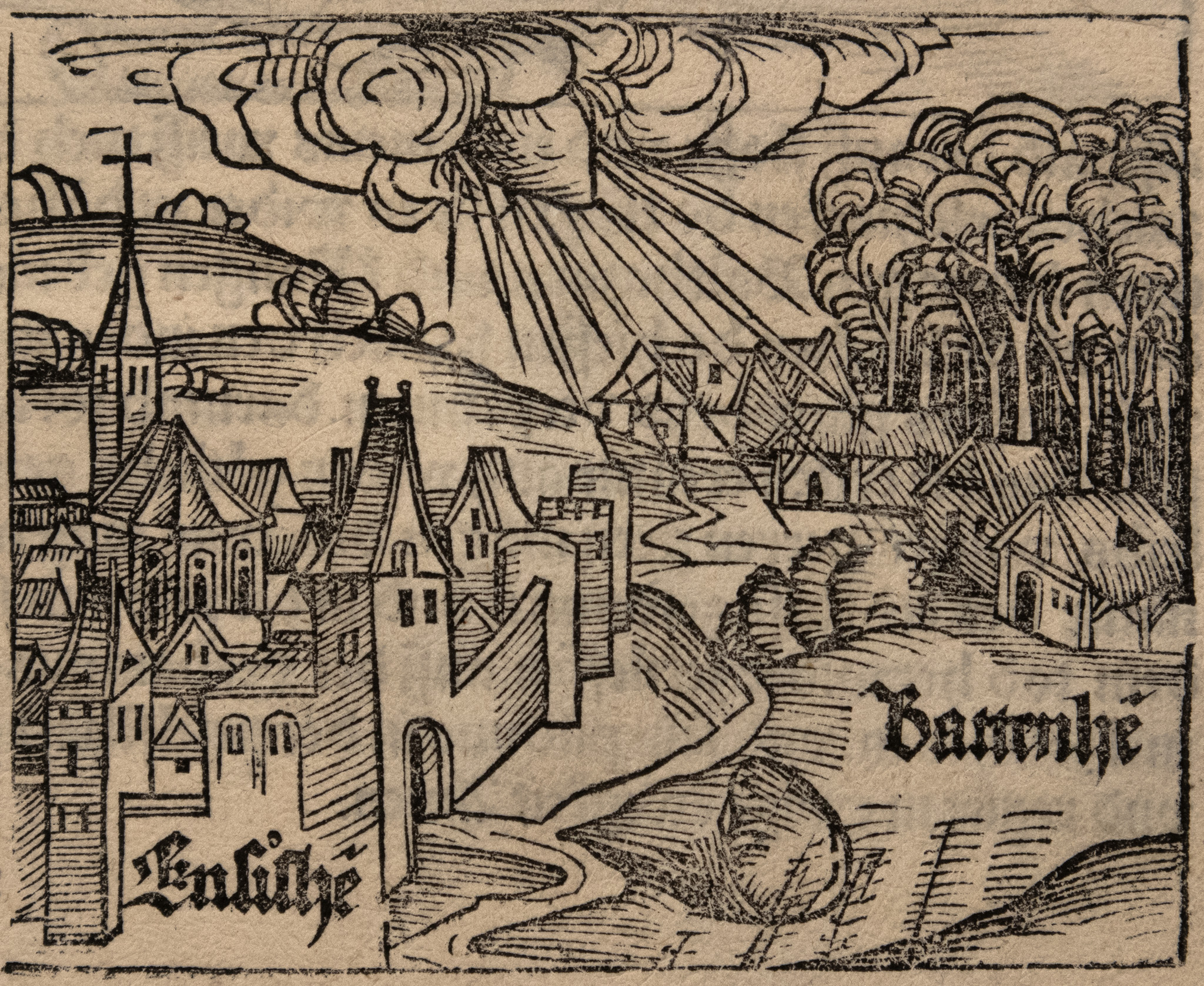
Darstellung des Meteoritenfalls in der Schedelschen Weltchronik von 1493.

Am Mittag des 7. November 1492 trat ein Kleinkörper in die Erdatmosphäre ein. Er flog unter lautem Donnern über den Himmel und zog eine Leuchtspur hinter sich her. Der nichtverglühte Teil des Meteoroiden (chondritischer Steinmeteorit vom Typ LL6) schlug schließlich in einem Weizenfeld bei Ensisheim im Elsass auf. (Damals Hegemoniegebiet der in Österreich herrschenden Habsburger, nach wechselnder Zugehörigkeit seit 1919 bei Frankreich.) Das Ereignis wurde von zahlreichen Augenzeugen beobachtet und erregte großes Aufsehen.
Der Einschlagkrater war etwa einen Meter tief. Die aus den umliegenden Siedlungen eintreffenden Beobachter schabten unmittelbar nach dem Ausgraben erste Teile als Talisman ab, bis ihnen dies untersagt wurde. Damit verblieb zunächst ein Gewicht von 127 kg (damalige 260 Pfund).

## Reaktionen

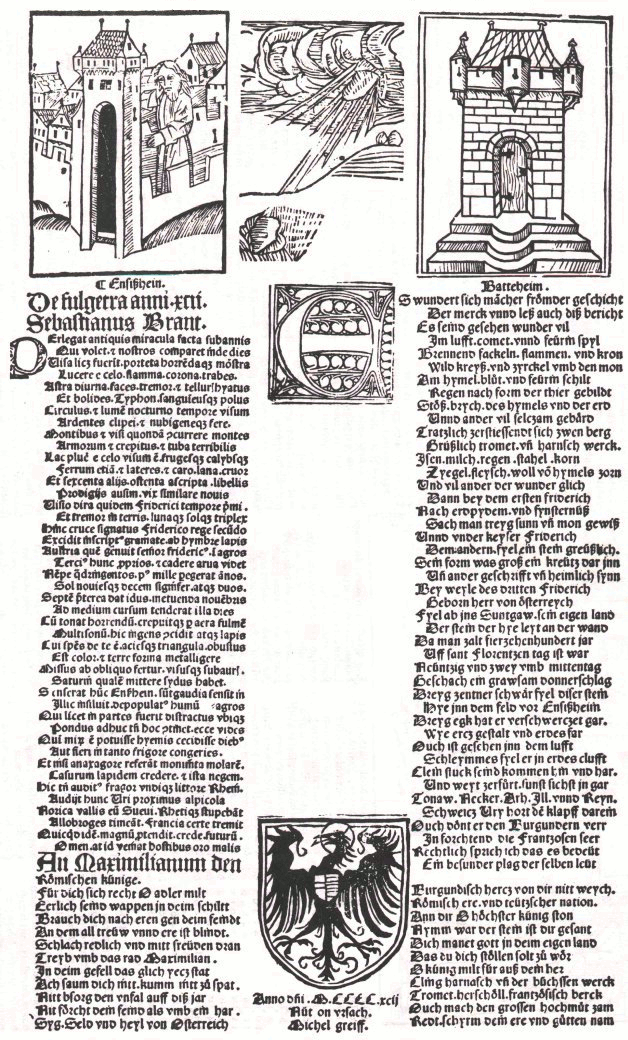
Flugblatt von S. Brant:
Der Donnerstein von Ensisheim

Sebastian Brant beschrieb in seinem Flugblatt „Der Donnerstein von Ensisheim“, eine Art Mahnschrift an Maximilian I., den Meteor und sein Gewicht, das beim Aufschlag größer als 127 kg gewesen sein dürfte:
Da man zalt fierzehenhundert jar

Uff sant Florentzen tag ist war

Neuntzig vnd zwey vmb mittentag

Geschach ein grawsam donnerschlag

Dreyg zentner schwär fyel diser stein

Hye jnn dem feld vor Ensißheim
Albrecht Dürer hielt sich am 7. November 1492 im 40 km entfernten Basel auf. Einige Jahre später, 1494 oder auch um 1497, malte er einen explodierenden Himmelskörper auf die Rückseite seines Gemäldes Büßender Hieronymus. Auch in seinem Kupferstich Melencolia I von 1514 stellte Dürer einen Meteoriten dar. Es ist aber unwahrscheinlich, dass er bei Tageslicht um die Mittagszeit den Meteoritenfall aus der Ferne persönlich gesehen hat.
Der seit 1486 römisch-deutsche König Maximilian I, zu diesem Zeitpunkt gerade mit seinem Gefolge auf dem Weg nach Frankreich, um vom französischen König Karl VIII. die von beiden jeweils offiziell zur Ehefrau genommene nicht ganz 15-jährige Anne de Bretagne zurückzuholen, nutzte den ihm präsentierten Fund, um „Gericht“ über den Donnerstein zu halten und um das mögliche Omen für seine Politik zu nutzen. Er ließ den Meteoriten in Ketten legen und in der Pfarrkirche aufhängen.

## Erhaltene Teile
Im Laufe der Zeit wurden immer wieder Stücke des Meteoriten abgeschlagen, die sich heute in verschiedenen Museen und Sammlungen befinden. Das Hauptstück von noch 53,831 kg (Stand 2013) befindet sich im Musée de la Régence im Alten Rathaus von Ensisheim. Im November 2013 wurde es für vier Tage im Naturhistorischen Museum Wien in Wien gezeigt. 
Weitere Bruchstücke befinden sich etwa im
- Naturhistorischen Museum, Paris (8343,3 g)
- Museum für Naturkunde, Berlin (905,7 g)[8]
- Natural History Museum, London (609,2 g)
- Naturhistorischen Museum Wien (453,7 g)
- Naturhistorisches Museum Freiburg (17,3 g)[11]
- und in Goethes naturwissenschaftlichen Sammlungen im Goethe-Nationalmuseum in Weimar[12]

## Bruderschaft
1984 entstand die Vereinigung Confrèrie Saint-Georges des Gardiens de la Météorite d’Énsisheim (fr.: Bruderschaft des St. Georg der Wächter über den Meteoriten von Enisheim), die es sich zur Aufgabe machte, den Meteoriten zu beschützen und auf öffentlichen Auftritten zu begleiten und die zusammen mit der Gemeinde Ensisheim die jährlich stattfindende internationale Meteoritenbörse ausrichtete. Die Bruderschaft löste sich 2016 auf.